# Queso de Villalón
El queso de Villalón es un queso producido en el municipio de Villalón de Campos (provincia de Valladolid), y por extensión en Tierra de Campos. Se trata de un queso fresco, que requiere por regla general que sea consumido de inmediato. Es por esta razón por la que se vende en el mismo día de su elaboración, no llegándose a conservar más de dos días. Este queso está ligado al origen del queso pata de mulo, son aquellos quesos madurados que no se habían podido vender en el mercado.

## Características
El queso de Villalón se elabora con leche de oveja, y se suele cuajar, tan pronto se ha ordeñado a la oveja. En algunas ocasiones se mezcla de leche de oveja y vaca, y en ocasiones solo de vaca. Se presenta a los consumidores en forma de cilindros (la denominación pata de mulo proviene de su presentación). Es un queso que carece de corteza, siendo su pasta blanda y compacta. Posee sabor dulzón ligeramente amargo. Su textura y elaboración le hacen similar al queso de Burgos.

## Usos
En la actualidad es entendido como un queso de aperitivo. Aunque es tradicional emplearlo como ingrediente de ensaladas, en la elaboración de postres, bien sea solo o acompañado de membrillo así como de mermeladas.